# Pseudosinella orba
Pseudosinella orba är en urinsektsart som beskrevs av Christiansen 1961. Pseudosinella orba ingår i släktet Pseudosinella och familjen brokhoppstjärtar. Inga underarter finns listade i Catalogue of Life.